# Pucrolia dubitata
Pucrolia dubitata is een hooiwagen uit de familie Gonyleptidae.